# Dibrowa (hromada Malin)
Dibrowa (ukr. Діброва) – wieś na Ukrainie, w obwodzie żytomierskim, w rejonie korosteńskim, w hromadzie Malin. W 2001 liczyła 448 mieszkańców, spośród których 440 wskazało jako ojczysty język ukraiński, a 8 rosyjski.